# 氾濫平原國家公園
7°55′05″N 81°05′12″E / 7.91813°N 81.08665°E
氾濫平原國家公園是斯里蘭卡的國家公園，位於該國中部，處於北中省，距離首都可倫坡222公里，成立於1984年8月7日，面積173.5平方公里。